# Ha!art
Ha!art – interdyscyplinarny magazyn poświęcony szeroko rozumianej nowej kulturze. Rozpoczął działalność w 1999 roku w Krakowie jako pismo studenckie. Czasopismo ukazywało się do 2017 r., po tym czasie zespół skupił się na prowadzeniu wydawnictwa.
Redaktorem naczelnym pisma był Piotr Marecki, sekretarzem redakcji Łukasz Podgórni.
Pismo przechodziło stopniową ewolucję od magazynu interdyscyplinarnego (literatura, komiks, teatr, muzyka, film, media) do pisma młodoliterackiego z zacięciem antropologiczno-socjologicznym i z powrotem. W późniejszym okresie każdy numer miał promujący nowe zjawiska, twórców, czy też ich reinterpretacje dział Polityka autorska, jak również stałe części: film, literatura, liberatura, sztuka i muzyka. Specjalnością „Ha!artu” były duże przekrojowe eseje (np. Recycling Michała Witkowskiego, Europa Igora Stokfiszewskiego) oraz działy tematyczne – wspomniana PA, omawiające konkretne zjawiska, m.in. sztuka nowych mediów, street art, literatura zaangażowana, camp, literatura polityczna, literatura gejowska i lesbijska, avant-pop, liberatura, cyberpunk, liternet, minimalizm, neolingwizm, warszawska scena internetowa, kino azjatyckie, czasopisma kulturalne, proza i poezja „roczników siedemdziesiątych”, letnio-feministyczny, intermedialność, czy też twórców i ich działania, m.in. Marian Pankowski, Franciszka i Stefan Themerson, Michał Witkowski, Krzysztof Niemczyk, Wilhelm Sasnal. W kwartalniku drukowali autorzy wykazujący się wiedzą interdyscyplinarną. Pismo uznawane było za jedno z najważniejszych mediów programowo prezentujących twórczość młodych ludzi w Polsce, stanowiło także o obrazie młodego Krakowa (jeden z numerów nosił tytuł „Kraków potrzebuje świeżej krwi!”). We wszystkich omówieniach podkreśla się bądź polemizuje ze stwierdzeniem, że „Ha!art” był pismem formacyjnym dla ludzi urodzonych w latach 70.
“Ha!art” był pismem lewicującym, ustosunkowanym wrogo wobec współczesnej dominacji wolnego rynku i ekonomii nad resztą życia społecznego. Znajdowało to wyraz nie tylko w tekstach ukazujących się na łamach magazynu (szczególnie w zaangażowanych, programowych tekstach redaktora Jana Sowy, np. Sezon w teatrze lalek czy System konsumpcji, czyli o co gramy czy w preferowanej literaturze np. twórczości Sławomira Shutego), ale również w strategii jego rozwoju. Wbrew podstawowym zasadom marketingu, “Ha!art” w każdym numerze zmieniał swoją identyfikację wizualną (logotyp, układ działów i oprawę graficzną), dążąc tym samym do zbudowania nieświadomości marki. Do współpracy przy tworzeniu pisma zapraszano młodych twórców niekoniecznie związanych na co dzień z redakcją, którzy projektowali wizualną stronę numeru. Byli to między innymi Anna Ostoya, Karolina Kowalska, Endo, Jan Simon, Sławomir Shuty, Zenkasi, Małgorzata Dawidek-Gryglicka, Grupa Pif-Paf, Anna Okrasko, Anna-Maria Karczmarska, Anna i Adam Witkowscy.

## Wydawnictwo Ha!art
Redaktorzy magazynu prowadzą też działalność wydawniczą. W 2002 roku ukazała się antologia “Tekstylia. O rocznikach siedemdziesiątych” pod redakcją Piotra Mareckiego i Igora Stokfiszewskiego, Michała Witkowskiego, a w 2003 roku “liternet.pl” – zbiór tekstów poświęconych związkom literatury z nowymi mediami (w tym głównie z internetem). Od 1999 roku “Ha!art” wydaje kilka serii tomów poezji, prozy, eseju i literatury eksperymentalnej, w których w sumie ukazało się kilkaset pozycji, z czego w bieżącej sprzedaży znajduje się około 180 książek. (Do autorów wydawnictwa należą m.in. Sławomir Shuty, Ziemowit Szczerek, Sylwia Chutnik, Marian Pankowski, Stanisław Czycz, Olga Hund, Natalka Suszczyńska, Bolesław Chromry, Jakub Woynarowski, Zenon Fajfer, Ilona Witkowska, Maciej Topolski, Bożena Keff, Michał Tabaczyński, Łukasz Łuczaj, James Joyce, Ishmael Reed, Georges Perec, Raymond Queneau, Stéphane Mallarmé, B.S. Johnson, Robert Walser, Robert Burton). „Ha!art” jest także wydawcą powieści hipertekstowej Radosława Nowakowskiego, pt. „Koniec świata według Emeryka” (2005) i audiobooka „Lubiewo” Michała Witkowskiego. Do 2022 r. wydawnictwo działało pod nazwą "Korporacja Ha!art".
W 2006 roku ukazała się druga część Tekstyliów – Tekstylia bis. Słownik młodej polskiej kultury, obejmujący już nie tylko literaturę, ale także m.in. sztukę, film, teatr, muzykę, komiks, idee.
Pismo wydawane było przez Fundację Korporacja Ha!art (do grudnia 2008 działającą pod nazwą Fundacja Krakowska Alternatywa [wcześniej stowarzyszenie]), zarejestrowaną w maju 2004 roku i powołaną przez Piotra Mareckiego i Jana Sowę. Prezesem Zarządu był Piotr Marecki, wiceprezesem Grzegorz Jankowicz. Organizacja działała pod szyldem Korporacji Ha!art. Korporacja (od 2022 r.: Wydawnictwo) wydaje młodą prozę i poezję, albumy, antologie, literaturę nowych mediów i cyfrową, liberaturę, tomy rozmów i esejów. W 2022 r. prowadzone są następujące serie wydawnicze: Seria Poetycka (red. Maja Staśko), Seria Prozatorska (red. Piotr Marecki), Liberatura (red. Katarzyna Bazarnik, Zenon Fajfer), Literatura Wizualna (red. Jakub Woynarowski), Seria Przekładów (red. Aleksandra Małecka, Piotr Marecki), Linia Konceptualna (red. Aleksandra Małecka, Piotr Marecki) i Esej (red. Piotr Marecki).
„Ha!art” był organizatorem festiwali literackich: „Zapowiadających Się” (2000), „Tekstylia” (2001), „Europa” (2002), „Rzeczywistość” (2003), „Plan Pięcioletni Wykonany” (2004), „gej/les: polska odmiana” (2005), „Minimalizm” (2006), „Ha!wangarda” (2010–2019), sesji literaturoznawczych: „Liternet” (2001), „Czyczujemy” (2001), „Panko” (2003), „Salamądrość” (2005), konkursu literackiego im. Stanisława Czycza, cyklicznych imprez pt. „Haartowanie kultury” oraz współorganizatorem Targów Wydawnictw Niszowych i Targów Taniej Sztuki.
Do końca 2017 roku ukazało się 60 numerów pisma.